# Girolamo Medebach
Girolamo Medebach, dit aussi Gerolamo ou Metembach, né à Rome vers 1706 et mort vers 1790, est un acteur de théâtre et capocomico (it) italien, notamment connu pour sa collaboration avec Carlo Goldoni.

## Biographie
Agostino Raimondo Girolamo Medebach naît à Rome, issu d'une famille allemande. Il joue d'abord dans des troupes de comédiens ambulants avant de rejoindre, en 1739, la troupe de mimes de Gasparo Raffi, dont il épouse la fille, Teodora, alors âgée de dix-sept ans. Il dirige ensuite une nouvelle troupe qui comprend sa femme Teodora, Rosalia, belle-sœur de Gasparo Raffi, qui épousera Cesare d'Arbes, un Pantalon renommé, et Maddalena Raffi (it), sœur de Gasparo, qui épousera l'acteur Giuseppe Marliani (it), acteur du personnalge de Brighella. En 1748, après sa rencontre avec Carlo Goldoni à Livourne, Girolamo Medebach paraît dans les premières représentations de Tonin bella grazia (it) et de La vedova scaltra. Le succès de Girolamo Medebach est en partie lié à Teodora, connue pour son talent et sa beauté. Après la mort de Teodora en 1761, Girolamo Medebach épouse en 1766 Rosa Scalabrini, actrice également. Un fils de Girolamo et Teodora, Giovan Battista, sera lui aussi un acteur connu de son temps.

## Collaboration avec Goldoni

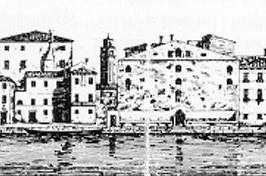
Teatro Sant'Angelo, à Venise, aujourd'hui disparu, dessin d'avant 1803.

Quand Medebach rencontre Goldoni à Livourne en 1748, Goldoni a partiellement abandonné sa carrière d'écrivain pour le théâtre et, depuis 1745, il travaille comme avocat à Pise. Girolamo Medebach lui offre le poste de poète de sa compagnie, basée au Teatro Sant'Angelo de Venise (théâtre dont Medebach est directeur et gérant).
Le contrat entre Medebach et Goldoni, signé le 10 mars 1749, est d'une durée de quatre ans et comprend un engagement de Goldoni d'écrire « huit comédies et deux opéras » par an, engagement qui, à la demande de Medebach, est modifié pour dix comédies, étant donné le succès beaucoup plus grand que celles-ci connaissaient par rapport aux soi-disant « opéras ». La rémunération de Goldoni était de « quatre cent cinquante ducats de six lires, quatre soldi par ducat » pour chaque année.
C'est au cours de sa collaboration avec Medebach que Goldoni élabore sa réforme théâtrale : Medebach le soutient dans son intention de rendre la figure de l'auteur centrale dans le théâtre comique, en écrivant des textes complets de comédies, au lieu des traditionnels canevas ou « scénarios » qui ne décrivent que l'histoire et non les rôles individuels, laissées à l'improvisation des acteurs.
L'engagement pris est respecté par Goldoni, qui écrit entre 1749 et 1753 quarante comédies, toutes représentées au Théâtre Sant'Angelo et dans d'autres théâtres en Italie par la compagnie de Medebach. Parmi celles-ci figurent quelques-unes des œuvres les plus connues du dramaturge vénitien : La bottega del caffè, La moglie saggia (it), La serva amorosa, La locandiera, La donna vendicativa (it).